# Cécile Lartigau
Pour les articles homonymes, voir Lartigau.
Cécile Lartigau, née en 1989, est une musicienne française spécialiste des ondes Martenot. Elle est également improvisatrice et musicologue. Elle s'est produite en Amérique, en Europe et en Asie, notamment aux côtés de l'orchestre philharmonique de Vienne.

## Biographie

### Études
En 2010, elle intègre le conservatoire national supérieur de musique et de danse de Paris en licence de musicologie et obtient son master au Conservatoire national supérieur de musique et de danse de Lyon en 2017, après avoir réalisé un mémoire sur l'interprétation des œuvres indéterminées de John Cage. En 2011, elle découvre les ondes Martenot dans la classe de Valérie Hartmann-Claverie au conservatoire de Paris. Elle obtient son master d'ondes Martenot en 2019,.

### Carrière d'interprète
En 2017, Lartigau fait ses débuts avec l'Orchestre national de Lyon en interprétant Jeanne d'Arc au bûcher d'Arthur Honegger. Cette production opératique la mène jusqu'à Perm (Russie) où elle fait la rencontre de l'Orchestre MusicAeterna[source insuffisante]. L'année suivante, en 2019, elle est réinvitée à Perm pour donner son premier récital solo dans la Perm State Art Gallery (en).
Dès lors, elle interprète plusieurs récitals,dans le but de valoriser le répertoire méconnu de son instrument, notamment Claude Ballif, Antoine Tisné, Charles Koechlin, Tristan Murail, Bernard Parmegiani, André Jolivet et Alain Louvier.[réf. nécessaire]
Elle s'intéresse également aux œuvres de Sylvano Bussotti. En 2021, elle fait l'acquisition de ses premières œuvres pour ondes[source secondaire souhaitée]. La même année, elle rejoint l'ensemble allemand E-Mex, notamment pour interpréter Pièces de Chair I de Bussotti.
Elle a également redécouvert la partition de la première œuvre pour ondes et orchestre, le Poème Symphonique composé en 1928 par Dimitrios Levidis (en). Elle interprète cette œuvre dans sa version avec piano en juin 2019.
Le 20 octobre 2021, elle joue la Turangalîla-Symphonie d'Olivier Messiaen avec l'Orchestre philharmonique slovène avec la pianiste Sae Lee.
En 2022, elle fait ses débuts avec l'Orchestre philharmonique de Vienne au Festival de Salzburg,, Lucerne et à la Philharmonie de l'Elbe.
En 2023, elle interprète la Turangalîla-Symphonie avec l'Orchestra Sinfonica di Milano (dir. Maxime Pascal), le Filarmonica della Scala avec Simone Young (remplaçant Zubin Mehta) et Yuja Wang, et l'Orchestre Symphonique de Montréal avec Rafael Payare et Jean-Yves Thibaudet.
En 2024, Lartigau s'est produite avec le Boston Symphony Orchestra sous la direction d'Andris Nelsons , l'Israël Philharmonic Orchestra avec Vasily Petrenko.

### Discographie
En 2024, ses performances de la Turangalîla-Symphony d'Olivier Messiaen avec le Boston Symphony Orchestra font l'objet d'un enregistrement pour le label Deutsche Grammophon. 

### Carrière d'improvisatrice
En 2018, elle est invitée par Heiner Goebbels pour travailler comme improvisatrice sur sa nouvelle production, Everything that happened and would happen,. Elle tourne dans ce spectacle à Manchester (2018), New York (2019), Bochum (2019 dans le cadre de la Ruhrtriennale), Saint-Pétersbourg (2019) et Budapest (2023)[réf. nécessaire].
Elle est actuellement membre du quintette de musique expérimentale improvisée The Mayfield.